# ديفيد هوسك
كان ديفيد هوسك (31 أغسطس 1769 - 22 ديسمبر 1835) طبيبًا مشهورًا وعالم نباتات ومعلمًا أمريكيًا، كما كان أحد الحاصلين على زمالة الجمعية الملكية (إف أر إس)، وزمالة الجمعية الملكية بإدنبرة (أف أر أس إي)، وزمالة الجمعية اللينية بلندن (أف أل أس). لايزال هوسك معروفًا على نطاق واسع إلى الآن بالطبيب الذي عالج إصابات ألكسندر هاميلتون القاتلة بعد مبارزته مع آرون بور في يوليو 1804، والذي داوى بالمثل فيليب ابن هاميلتون بعد مبارزته القاتلة مع جورج إيكر في عام 1801. أسس هوسك العديد من المؤسسات كحديقة إلجين النباتية وكلية الطب في جامعة روتجرز.

## نشأته وتعليمه في الكلية
وُلد هوسك في مدينة نيويورك، وكان الأول من بين سبعة أطفال لألكسندر هوسك، الذي كان تاجرًا من إلجين في اسكتلندا، وزوجته جين آردن. ، أُرسِل هوسك إلى أكاديميات نيو جيرسي لمواصلة تعليمه بعد انتهاء الحرب الثورية الأمريكية، حيث وصل إلى نيوآرك وبعدها أكمل مسيرته في هاكنساك. التحق بعد ذلك بكلية كولومبيا، والتي أصبحت الآن فرعًا لجامعة كولومبيا، حيث بدأ تعليمه كطالب فنون، ولكنه لاحقًا أصبح مفتونًا بالطب.
في كولومبيا، بدأ هوسك فترة تدريب مهني مع الطبيب ريتشارد بايلي. بينما كان يدرس في مستشفى نيويورك في أبريل عام 1788، تجمهر حشد عنيف في الخارج للاحتجاج على اسْتِلاب الجثث، وهو فعل انتزاع الجثث من المقابر بطريقة غير قانونية لاستخدامها في التدريب الطبي. تجمع المتظاهرون بعد قيام أحد طلاب الطب بالتلويح أمام مجموعة من الأطفال بذراع جثة من أحد النوافذ، مما أدى إلى عدة أيام من العنف الذي أُطلِق عليها فيما بعد بشغب الأطباء. أصيب هوسك بضربة على رأسه من حجر ثقيل بينما كان يحاول حماية المختبر من الحشد الذي اقتحم المستشفى.
غادر هوسك كولومبيا بعد ذلك بوقت قصير، وانتقل إلى جامعة برنستون (التي كانت تعرف آنذاك باسم كلية نيو جيرسي). تخرج من الجامعة بدرجة البكالوريوس في الآداب في عام 1789.

## تعلم وبدايات ممارسة الطب
تخرج هوسك من جامعة برنستون في عام 1789، وبعدها التحق كطالب طب تحت إشراف الدكتور نيكولاس روماين، حيث كان يزور بانتظام الديار التي تحوي الفقراء والمصابين بالأمراض العقلية، نظرًا لأنها كانت من بين الأماكن القليلة التي تقدم التعليم السريري. انتقل هوسك إلى كلية الطب في فيلادلفيا في خريف عام 1790، حيث كتب أطروحة دكتوراه عن الكوليرا. تزوج هوسك في أوائل عام 1791، وحصل في ربيع ذلك العام على شهادته الطبية من جامعة بنسيلفانيا.
انتقل هوسك مع زوجته كاثرين إلى الإسكندرية بفرجينيا في عام 1791، حيث افتتح أول عيادة طبية له، ولكنهما عادا بعد عام واحد إلى مدينة نيويورك.
توصل هوسك خلال سنواته القليلة الأولى في الممارسة الطبية إلى أن أفضل الممارسين تلقوا على الأقل بعضًا من تعليمهم في أوروبا، وأقنع والده باستخدام أمواله لفتح مجال للسفر إلى بريطانيا من أجل تلقي مثل هذا التعليم. قُبِل هوسك في جامعة إدنبرة بعد وصوله إلى المملكة المتحدة، وذكر أنه كان مذعورًا حين اكتشف ان معرفته الخاصة بعلم النباتات كانت ضئيلةً بشكل غير معقول. استُقبِل هوسك استقبالًا جيدًا من قبل بعض العقول العلمية الرائدة في تلك الفترة، وقضى معظم وقته في حدائقهم النباتية وقاعات محاضراتهم. أصبح هوسك في نهاية المطاف أحد العلماء الأمريكيين البارزين في علم النباتات.
عاد إلى أمريكا بحلول عام 1796، وافتتح عيادة في مدينة نيويورك. كان هناك قدر كبير من العمل السريري لهوسك كممارس لطب الأسرة، وشمل ذلك طب الأطفال وطب التوليد.
في السنوات التي تلت ذلك، اكتسب هوسك سمعة كربّ أسرة يعيش بشكل جيد، وأصبح طبيبًا وأستاذًا مشهورًا للغاية، وعُرف بأنه حالم ومنفق ليبرالي على استعداد للتضحية بثروته من أجل اهتماماته العلمية.

## مبارزة هاميلتون-بور
كان هوسك طبيب الأسرة الخاص بألكسندر هاميلتون وعائلته، وربما كان أكثر ما أشتُهر به أنه كان الطبيب الموجود خلال مبارزة هاميلتون مع آرون بور في ويهاكن بنيو جيرسي في 11 يوليو 1804. كان هوسك صديقًا لكل من هاميلتون وبور، وداوى هاميلتون بعد أن أطلق عليه بور النار، ومن ثم رافقه عبر النهر إلى منزل ويليام بايارد جونيور على رصيف السفن. توفي هاميلتون هناك في اليوم التالي. عالج هوسك أيضًا فيليب، ابن هاملتون، بعد أن أصابه جورج إيكر بطلقة قاتلة في مبارزة في نفس المكان في عام 1801. كان هوسك أحد حاملي النعش في جنازة ألكسندر هاميلتون.
بعد ثلاث سنوات من المبارزة، حوكم بور بتهمة الخيانة نتيجة التآمر لتشكيل دولة جديدة في إقليم لويزيانا وتكساس الأسبانية، ولكن تمت تبرأته من تلك الاتهامات. أقرض هوسك أموالًا لبور من أجل العبور على متن سفينة إلى أوروبا، حيث عاش لعدة سنوات في منفاه الاختياري هربًا من دائنيه ومن السمعة السيئة الواقعة عليه نتيجة المحاكمة.

## المساهمات في الطب والعلوم
قدم هوسك العديد من المساهمات المهمة في مجال الطب في حياته، وقد شمل ذلك إجراؤه لأول عملية ربط ناجحة لتمدد الأوعية الدموية في الشريان الفخذي، وكان أول من أدخل عملية القيلة المائية عن طريق الحقن، وكان أحد الأطباء الأوائل الذين استخدموا سماعة طبية، بالإضافة إلى أنه كان من دعاة التطعيم ضد الجدري. أحرز هوسك أيضًا تقدمًا ملحوظًا في مكافحة الحمى الصفراء، وكان أول طبيب يقدم وصفًا دقيقًا لأعراضها.
كان هوسك مُنْشِئ حديقة إلجين النباتية في عام 1801، والتي كانت أول حديقة نباتية في أمريكا، وقد شكّلها على غرار الحدائق التي رآها في إنجلترا.

### مهنته في التدريس
تعيّن هوسك أستاذًا في التاريخ الطبيعي في كلية كولومبيا في عام 1795، وأصبح رئيسًا لقسم تاريخ الصيدلة (الماتيريا ميديكا) في عام 1797، بالإضافة إلى أنه أصبح أستاذًا في علم النبات أيضًا بحلول عام 1801.
تعين أستاذًا في التوليد والجراحة في كلية كولومبيا الجامعية للأطباء والجراحين في عام 1807، وبعد ذلك شغل منصبًا رئاسيًا في نظرية وممارسة الطب، وأيضًا في كل من طب التوليد، وطب النساء، وطب الأطفال. قدم هوسك أيضًا لبعض الوقت دورة تدريبية في مدرسته الطبية الخاصة. في عام 1826، ساعد في تنظيم القسم الطبي الذي لم يدم طويلًا في كلية روتجرز، وشارك لاحقًا بمشاريع في كلية جنيف الطبية من عام 1827 إلى 1830.
كان جون فرانكلين غراي، الطبيب الشهير في مدينة نيويورك، أحد أبرز الطلاب المتتلمذين على يدي هوسك، والذي أصبح فيما بعد أول ممارس للمعالجة المثلية في الولايات المتحدة. تسبب تبني غراي للمعالجة المثلية، وهي علم زائف، إلى خسارة صداقته مع هوسك.

### إنشاء المستشفيات والمدارس

#### مستشفى فترة النفاس في نيويورك
بعد الانتشار الوبائي للحمى الصفراء في عام 1798، اقترح هوسك فتح أول مستشفى لفترة النفاس في نيويورك، وهي مستوصف ولادة حيث يمكنه تقديم الرعاية الصحية للنساء الحوامل الفقيرات. جمع هوسك الأموال من المساهمين، والذين شملوا ألكسندر هاميلتون، من أجل شراء منزل في شارع سيدار حيث افتُتِحت مستشفى فترة النفاس خاصته في عام 1799. انتقلت المستشفى إلى حيز مستأجر في مستشفى نيويورك في عام 1801، ولكن هوسك توقف عن العمل هناك في عام 1827 عندما رفضت مستشفى نيويورك الاستمرار في استضافة المرفق. استمرت المستشفى في الوجود على الورق فقط كجمعية خيرية لعدة عقود بعد وفاة هوسك، وذلك حتى عام 1890، حيث انبثقت مرة أخرى باندماجها مع مستوصف توليدي أصبح جزءًا من مستشفى نيويورك، والتي تعرف الآن بمستشفى نيويورك-بريسبيتيريان.

#### الكليات الطبية
سعى هوسك ومعلمه السابق، الدكتور نيكولاس روماين، في أوقات مختلفة نحو رعاية أكاديمية من الكليات من أجل تأسيس مدارس طبية جديدة في تلك الكليات. كان كلاهما من أوائل المؤيدين للاعتقاد بأن التعليم الطبي يجب أن يكون سهل الوصول إليه. كان دمج كلية الأطباء والجراحين مع جامعة كولومبيا أحد انتصارات هوسك السابقة.
وقع خلاف بين هوسك وكلية الأطباء والجراحين في كولومبيا في عام 1826، ومن ثم بدأ سعيه لجامعة أخرى تستضيف كلية الطب. تمكن من تشكيل تحالف مع كلية روتجرز، وبالتالي أحضر مجموعته من الزملاء إلى نيو برونزويك بنيو جيرسي. بدأ التعليم الطبي في جامعة روتجرز في 6 نوفمبر 1826، ولكن بالرغم من ذلك، ، ظهرت معارضة من المؤسسة الطبية في نيويورك بمجرد أن ظهرت الكلية الطبية الجديدة. ساهمت «الشخصيات المُبهرجة والسمعة السيئة» الخاصة بهوسك وروماين في جذب الطلاب والأموال من الكليات المنافسة إلى روتجرز، مما تسبب في إثارة حقد وعداء من زملائهم في نيويورك، وأسفر عن قدر كبير من المناورة السياسية بين الجمعيات الطبية بالمقاطعات والولايات، والكليات الطبية، والهيئة التشريعية في نيويورك.
تعرض هوسك لهجوم من قبل الجمعية الطبية لمقاطعة نيويورك بسبب «التدخل غير المبرر في مسائل الدولة الطبية والتجاهل لأحكام قوانين الدولة فيما يتعلق بالتعليم الطبي». رداً على المنتقدين في نيويورك، وجهت جامعة روتجرز هجومًا نحو كلية الطب في كولومبيا ومؤيديها بسبب «إدامة الاحتكار في مجال التعليم الطبي». انتهى الجدال الحاد الذي استمر لمدة عامين بسَنّ منتقدي هوسك قانونًا نص على أن أي شهادة طبية ممنوحة خارج مدينة نيويورك هي غير صالحة لمنح صاحبها رخصةً لممارسة الطب في ولاية نيويورك، وبذلك انتهت كلية الطب في نيو برونزويك فعليًا.
سافر هوسك إلى شمال نيويورك بعد الهزيمة، ونجح في الحصول على رعاية كلية جنيف. بعد ذلك بفترة وجيزة، حولت كلية الطب التي أُنشِئت في جامعة روتجرز بنيوجيرزي ولاءها إلى جنيف. صوّت أمناء كلية جنيف لإنشاء كلية الطب في 30 أكتوبر 1827. وفقًا لتقارير الأمناء، ستتألف كلية الطب في جنيف من فرعين، أحدهما في جنيف والآخر في مدينة نيويورك، وسيكون لكل فرع ستة أساتذة. لم يُنجز فرع جنيف أبدًا بسبب تأخيرات متعددة، وبالتالي تم التخلي عن مشروع شمال الولاية، ولكن من ناحية أخرى، افُتتح الفرع في مدينة نيويورك بالفعل في أوائل نوفمبر 1827، وكان الافتتاح «وسط وابل من الانتقادات من جانب كلية الأطباء والجراحين في نيويورك».
كانت فترة انتساب جنيف قصيرة أيضًا، حيث استمرت فقط من عام 1827 حتى عام 1830. استمرت «المكائد والصراعات السياسية الداخلية» التي عارضت هوسك أثناء مسعاه في روتجرز، وأدت في نهاية الأمر إلى قرار من المحكمة العليا في نيويورك. رفع خصوم هوسك دعوى في قضية الشعب ضد أمناء كلية جنيف، والتي قضت فيها المحكمة بأن كلية جنيف ليس لديها القدرة على إدارة أو تعيين هيئة تدريس في أي مكان سوى جنيف، مما أبطل فرع الكلية الموجود في نيويورك .